# Andres Giedion
Andres Giedion (* 2. Mai 1925 in München; † 15. Januar 2013 in Zürich-Doldertal) war ein Schweizer Pädiater und Radiologe und Pionier der Kinderradiologie in der Schweiz.

## Lebenslauf
Andres Giedion wurde am 2. Mai 1925 als Auslandsschweizer in München geboren. Er war das zweite Kind des Architekten Sigfried Giedion und der Kunsthistorikerin Carola Giedion-Welcker.
Nach der Matura 1945 Typus A mit humanistischer Sprachenfolge in Zürich schloss er sein Studium der Humanmedizin 1950 mit dem Staatsexamen ab und erlangte den Dr. med. an der Universität Zürich mit dem Thema: Die hämorrhagische Encephalitis postvaccinalis.

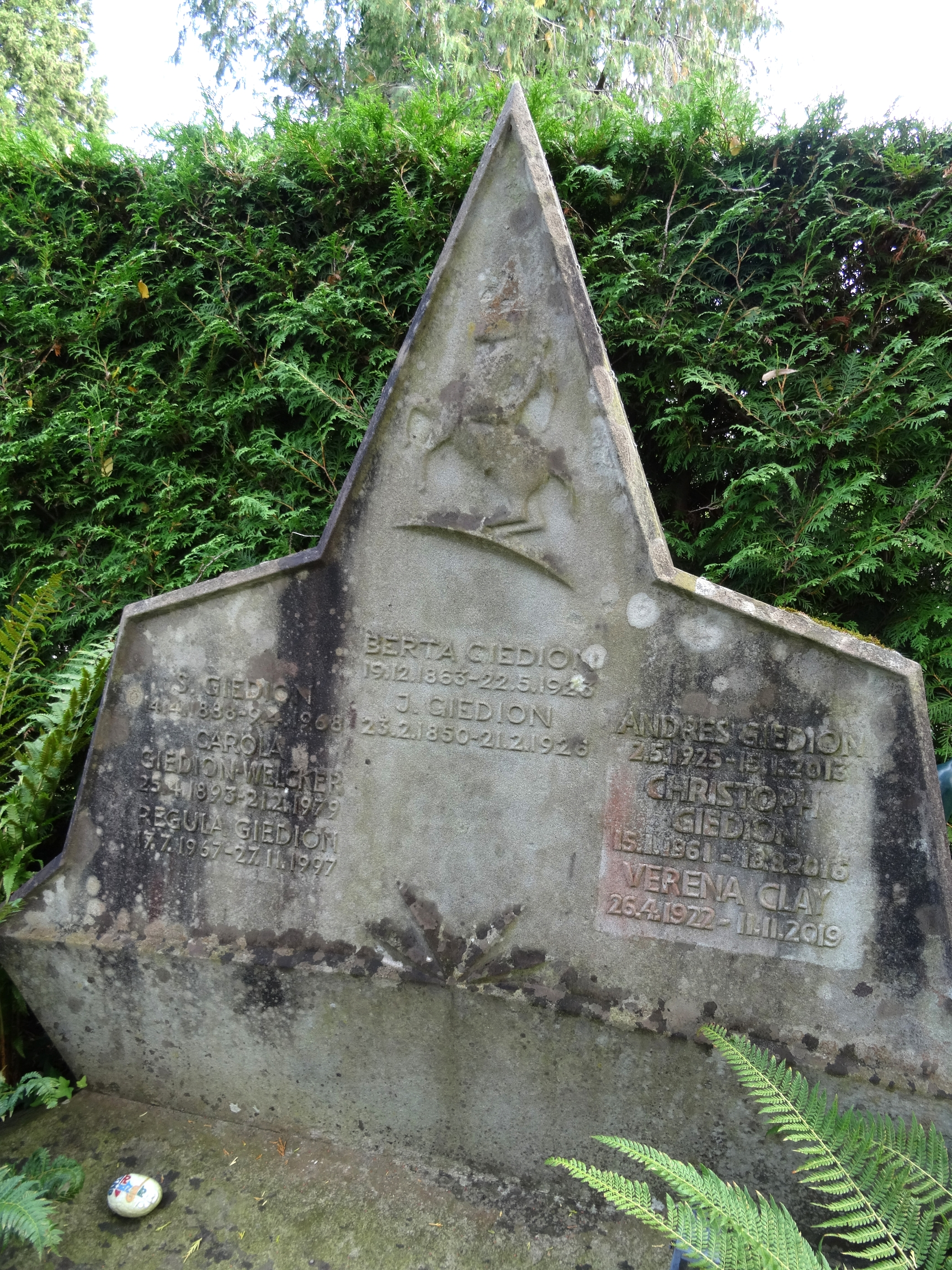
Grab, Friedhof Rehalp, Zürich

Nach einer Weiterbildung zum Pädiater von 1951 bis 1954 unter Charles Alderson Janeway am Boston Children’s Hospital schloss er eine Weiterbildung in Radiologe von 1954 bis 1958 am Kantonsspital Zürich an. Von 1958 bis 1959 erlernte er die Pädiatrische Radiologie wiederum am Boston Children’s Hospital bei Edward B. D. Neuhauser und wurde 1959 als erster vollamtlicher Kinderradiologe in der Schweiz Leiter der Radiologie am Kinderspital Zürich, zunächst mit Professor Guido Fanconi, dann mit Professor Andrea Prader. 1963 war er Mitbegründer der European Society of Pediatric Radiology (ESPR) in Paris. 1968 konnte er sich an der Universität Zürich mit der Arbeit: Zapfenepiphysen: Naturgeschichte und diagnostische Bedeutung einer Störung des enchondralen Wachstums habilitieren. 1969 wurde eine Radiologie-Abteilung am Kinderspital Zürich eröffnet, 1973 wurde Giedion zum Titularprofessor ernannt. Er fungierte 1977 als Präsident der European Society of Paediatric Radiology (ESPR) und wurde 1979 Chefarzt der Radiologie am Kinderspital Zürich. 1990 emeritierte er, begründete 1991 die Bone Dysplasia Society in Bad Honnef mit, 1999 die "International Bone Dysplasia Society" in Baden-Baden. Er bildete zahlreiche junge Ärzte und Radiologen aus, unter anderen Ulrich ("Ueli") Willi, sein Nachfolger am Kinderspital Zürich; Ingmar Gassner, Chefarzt der Kinderradiologie in Innsbruck; Georg Eich, Chefarzt der Kinderradiologie in Aarau; und Andrea Superti-Furga, Kinderarzt und Genetiker.
Andres Giedion fand seine letzte Ruhestätte auf dem Friedhof Rehalp in Zürich.

## Als Namensgeber
Nach ihm sind benannt:
- Schinzel-Giedion-Syndrom
- Langer-Giedion-Syndrom Tricho-rhino-phalangeale Dysplasie#Typ II

Er benannte auch etliche andere Krankheiten oder Skelettdysplasien, unter anderem die Oto-Spondylo-Megaepiphysäre Dysplasie (OSMED) und die SPONASTRIME-Dysplasie (spondylo-nasal dysplasia with Striated Metaphyses).
Die Schweizerische Gesellschaft für Radiologie verleiht den bereits 2005 zur Nachwuchsförderung in der Pädiatrischen Radiologie gegründeten Andres-Giedion-Preis.

### Sonstiges
Er war Ehrenmitgliedschaft in:
Schweizerische Gesellschaft für Radiologie (SGR), Gesellschaft für Pädiatrische Radiologie (GPR), European Society of Pediatric Radiology (ESPR), Society for Pediatric Radiology (SPR), Royal Irish Society of Radiology (RISR), Australasian Society of Pediatric Imaging (ASPI) und der Toronto Society of Radiology (TSR).